# تينا مالون
كريستينا «تينا» مالون (ولدت في 30 كانون الثاني / يناير 1963) هي ممثلة، وكاتبة، ومخرجة، ومنتجة إنجليزية. اشتهرت بأداء شخصية خيالية تدعي ميمي ماغواير التي تُعرض علي القناة الرابعة البريطانية  في مسلسل «شيمليس». كما لعبت دور مو ماغي في بروكسايد (و هو مسلسل بريطاني)  ودور ممرضة تُدعى بوبي في مسلسل فيكتوريا وود تسمي دينر لايدي (عشاء السيدات). ظهرت  في برنامج بيغ براذر في 6 يناير 2009 وكضيفة شرف  في برنامج  مطاردة المشاهير في عام 2013.

## حياتها المبكرة
ولدت مالون في 30 كانون الثاني / يناير 1963 في ميرسيسايد، وهي ابنة  فرانك مالون. ودخلت مالون معهد ليفربول  و شيلدوال كولدج.

## عملها
في 2 يناير 2009 , إنضمت تينا إلي بيت «بيغ براذر». وكانت سابع شخص تنضم إلي البرنامج وجذبت علي الفور الضوء عليها. في 16 يناير، كانت  ثاني شخص  تخرج من بيت «بيغ براذر»
من 8 إلي 11 سبتمبر 2009 أخرجت مالون مسرحية كيري وليام (مواجهة العميدة) (ميت ذا دين) الذي مُثل علي مسرح يونيتي في ليفربول.
في 2013 , ظهرت مالون في برنامج  مطاردة المشاهير (حلقة 3), هزمت مالون وفريقها الذي يضم دكتور هيلاري جونز وشارلوت جاكسون  فريق  بول سينها، وربحت 100000 يورو لصالح لأعمال خيرية.

## حياتها الشخصية
تدير مالون  مدرستها  للتمثيل  في مانشستر، حيث تعيش هناك. وتنتج المدرسة مسرحيات في مسارح محلية في ليفربول مثل مسرح إفريمان. وسُميت المدرسة علي اسم  والدها الراحل فرانك مالون). كما تدير وكالة مماثلة مع دين سوليفان تسمى DSTM.
وصرحت مالون بإنها كانت تعاني من مرض الاضطراب الوسواسي القهري و من اضطراب ذو اتجاهين
في أغسطس 2009، ظهرت مالون علي برنامج بي بي سي ثري  يدعي «الآباء الأكثر إحراجًا في بريطانيا» مع إبنتها دانييل (التي ولدت 1982).
تزوجت مالون بول شيس في 29 أغسطس 2010. وكان يصغرها بـ19 عامًا. وظهرت مالون في برنامج يسمي «أربع حفلات زفاف» حيث ربحت في ديسمبر 2010. كما ظهرت أيضًا في برنامج «سكوسر أين سانت هيلنز» في 26 أكتوبر 2010.
في مايو 2012 أعلنت مالون أفلاسها.
في 16 مايو 2013, أعلن مالون وشيس بإنها حامل في ابنتها «فليم» في برنامج البريطاني اليومي «زيس مورنيج» (هذا الصباح) في 15 ديسمبر 2013 . أختارت مالون الاسم حينما كانت تشاهد علي تقارير إخبارية في التلفاز عن فتاة تدعي «فليم برويو» وهي طفلة تبلغ من عمر تسع سنوات تستطيع تحريك أجنحة الطائرة. في أغسطس 2013 , أصبحت «فليم برويور» أصغر فتاة في العالم تستطيع تشكيل أجنحة الطائرة كعمل ترفيهي بالاشتراك مع ابنة عمها «روز بوويل» التي تبلغ أيضًا تسع سنوات.

## وصلات خارجية
- تينا مالون على موقع IMDb (الإنجليزية)
- تينا مالون على موقع ألو سيني (الفرنسية)
- تينا مالون على موقع أول موفي (الإنجليزية)
- تينا مالون على موقع قاعدة بيانات الفيلم (الإنجليزية)
- تينا مالون على موقع كينوبويسك (الروسية)